# Terranera
Terranera è una frazione di Rocca di Mezzo (AQ), in Abruzzo, situata a 1270 m s.l.m. nel cuore del parco naturale regionale Sirente-Velino.

## Geografia fisica
L'antico borgo, di origine medievale, sorge in cima ad una collina, sull'altopiano delle Rocche, in posizione soleggiata. Dista circa 5 km dal capoluogo comunale.

## Storia
Le origini di Terranera sono incerte: c'è difficoltà a reperire informazioni poiché i documenti riguardanti la sua fondazione si trovano nell'Archivio di Stato a Napoli, dato che per lungo tempo il territorio fece parte del Regno di Napoli. Sembra certo, però, che non fu un borgo fortificato, ma una "villa" che non si trasferì in uno dei centri fortificati limitrofi, nella fase di incastellamento, al pari di altri villaggi scomparsi, probabilmente per la sua posizione esposta nell'altopiano.
Le sue origini comunque si possono far risalire tra l'XI e il XII secolo anche in base a quanto testimoniato da una notizia del 1180: «Tommaso [Barile], signore di Barile e figlio di Berardo [Collimento], signore e fondatore di Rocca Odorisia [forse Rocca di Cambio], donò alla religione gerosolimitana la chiesa di San Pio di Campana, la chiesa di San Niccolò, con tutte le rendite e territori ad essa spettanti».
Questa notizia, riportata dallo storico Anton Ludovico Antinori, fa pensare all'esistenza di un nucleo abitato sin da quell'epoca e la sua appartenenza al castello di Barile, situato verso la valle dell'Aterno, tra la stessa Terranera, Casentino e Tussillo.
Sappiamo del resto che dopo la fondazione dell'Aquila, intorno alla metà del XII secolo, il "castello" di Barile, insieme ad altri che si rifiutarono di partecipare alla fondazione, venne distrutto da Corradino di Svevia, nipote di Federico II; lo storico Angelo Signorini, invece, pone Terranera tra i castelli fondatori dell'Aquila – e ancora all'Aquila esiste una strada nella zona del forte spagnolo che si chiama "Chiassetto di Terranera", in omaggio al paese.
A questo punto le tracce di Terranera si perdono e si ritrovano solo in un documento del XVI secolo, nel quale si afferma che nella numerazione dei fuochi del 1508, Terranera è annoverata nel "Quarto Sancti Georgi extra" come "Villa de Terra Negra", con 26 fuochi (famiglie), pari a circa 140 abitanti. Alla metà di questo secolo risale anche l'edificazione della chiesa parrocchiale di San Lorenzo martire.
Ai primi del XIX secolo lo storico Livio Mariani dà di Terranera la seguente descrizione: «È situata nel mezzo giorno sulla cima di erta montagna, contiene circa 347 anime. In distanza di un terzo di miglio ha una prateria co' terreni seminatori intorno ed è estesa circa 4 miglia; non ha valli né colline. Diletta assai l'occhio specialmente nella primavera, per la vaghissima varietà, e moltitudine de' fiori campestri, abbonda in acqua il piano nel verno, le quali in piè di esso si adunano in un pozzo ben largo e profondo in foggia di caldaia e detto perciò pozzo caldaio. Ad oriente poi ha altra bellissima veduta di lunghissima valle-piano, che non si raggiunge con un'occhiata e diletta pure molto la veduta di tanti paesi, che le sono in prospettiva. Ha di suo diritto la Comune un forno. Il paese e il terreno è pietroso, arido, ed alpestre e perciò scarseggia di acque e devono i naturali attingerla in della prateria da un pozzo ivi all'uopo formato, che la riceve da Rocca di Mezzo. I suoi prodotti sono grano, orzo, lente, e piselli. Vi sono volatili di più specie e di insetti di più specie. Ha una macchia di querce comuni con Rocca di Mezzo, con la quale fa tutto un corpo; aveva il suggello comune, e degli amministratori annuali, se ne sceglievano due de' naturali, e gli altri di Rocca di Mezzo; al presente vi si sceglie il solo eletto, e la tenue sua industria è di capre, pecore, giumenti, muli e cavalli. I naturali sono tutti uomini di campagna. Nel verno si portano a lavorare nello Stato Pontificio, ed altrove; nella state attendono alla coltura dei loro campi, ed è distante dall'Aquila circa 12 miglia. Confina con Campana ad oriente, con Fontavignone e Rocca di Cambio a settentrione».
Oltre ai Collimento e ai Barile, suoi feudatari furono anche i De Santis, i Colonna e i Barberini.